# Noel Gallagher’s High Flying Birds (альбом)
Noel Gallagher's High Flying Birds — дебютный студийный альбом британской рок-группы Noel Gallagher's High Flying Birds, выпущенный 17 октября 2011 года, первый студийный альбом, выпущенный Ноэлом Галлахером после ухода из Oasis в августе 2009 года.

## Об альбоме
High Flying Birds был записан между 2010 и 2011 годами в Лондоне и Лос Анджелесе и спродюсирован Галлахером и бывшим продюсером Oasis Дэйвом Сарди. Среди музыкантов на альбоме бывший клавишник Oasis Майк Роув, ударники Джереми Стэйси и Ленни Кастро, вместе с приглашенными Crouch End Festival Chorus и The Wired Strings. Название «High Flying Birds» было позаимствовано из песни Jefferson Airplane.
Одна из песен, «Stop the Clocks», была невыпущенной песней Oasis.

## Обложка альбома
Фотография с обложки была снята в Лос Анджелесе фотографом Лоуренсом Уотсоном. Галлахер объяснил: «В Беверли Хиллз рядом с полицейской станцией есть автозаправка с треугольной неоновой крышей, и когда ты стоишь под ней, это выглядит так, как будто ты стоишь под Конкордом. Мы пришли ночью, когда она вся освещена неоном, и сняли несколько фотографий — это выглядело так, как будто я стоял под крыльями высоко летающей птицы».

## Список композиций
Слова и музыка всех песен написаны Ноэлом Галлахером.
| №                   | Название                                         | Длительность |
| ------------------- | ------------------------------------------------ | ------------ |
| 1.                  | «Everybody's on the Run»                         | 5:30         |
| 2.                  | «Dream On»                                       | 4:29         |
| 3.                  | «If I Had a Gun...»                              | 4:09         |
| 4.                  | «The Death of You and Me»                        | 3:29         |
| 5.                  | «(I Wanna Live in a Dream in My) Record Machine» | 4:23         |
| 6.                  | «AKA... What a Life!»                            | 4:24         |
| 7.                  | «Soldier Boys and Jesus Freaks»                  | 3:22         |
| 8.                  | «AKA... Broken Arrow»                            | 3:35         |
| 9.                  | «(Stranded On) The Wrong Beach»                  | 4:02         |
| 10.                 | «Stop the Clocks»                                | 5:04         |
| Общая длительность: | Общая длительность:                              | 42:27        |

| №                   | Название                  | Длительность |
| ------------------- | ------------------------- | ------------ |
| 11.                 | «A Simple Game of Genius» | 7:19         |
| Общая длительность: | Общая длительность:       | 49:46        |

| №                   | Название                  | Длительность |
| ------------------- | ------------------------- | ------------ |
| 11.                 | «A Simple Game of Genius» | 7:19         |
| 12.                 | «The Good Rebel»          | 4:19         |
| Общая длительность: | Общая длительность:       | 53:59        |

| №                   | Название            | Длительность |
| ------------------- | ------------------- | ------------ |
| 11.                 | «Alone on the Rope» | 5:04         |
| Общая длительность: | Общая длительность: | 47:31        |

| №                   | Название                           | Длительность |
| ------------------- | ---------------------------------- | ------------ |
| 11.                 | «Let the Lord Shine a Light on Me» | 4:12         |
| 12.                 | «The Good Rebel»                   | 4:24         |
| Общая длительность: | Общая длительность:                | 51:05        |

| №                   | Название                                                                                         | Длительность |
| ------------------- | ------------------------------------------------------------------------------------------------ | ------------ |
| 1.                  | «It's Never Too Late to Be What U Might Have Been» (Создание Noel Gallagher's High Flying Birds) | 33:46        |
| 2.                  | «The Death of You and Me» (клип)                                                                 | 4:02         |
| 3.                  | «The Making of "The Death of You and Me"»                                                        | 5:27         |
| Общая длительность: | Общая длительность:                                                                              | 43:15        |

## Участники записи
- Ноэл Галлахер — вокал, гитара, бас, банджо, клавишные (дорожка 9), дополнительные клавишные (дорожки 6, 7 и 10), бэк-вокал (дорожки 7 и 9), производство
- Дэйв Сарди — производство, сведение, программирование ударных (дорожки 6 и 9)
- Майк Роув — клавишные (все, кроме дорожки 9)
- Джереми Стэйси — барабаны

### Дополнительные музыканты
| - Бекки Бёрн — бэк-вокал (дорожки 2, 3, 5, 8 и 10) - Марк Нири — дабл-бас (дорожка 4), музыкальная пила (дорожки 4 и 8), винные бокалы (доржка 9) - Гэри Эльсбрук — труба (дорожки 2, 4, 7 и 10) - Трэвор Майрс — тромбон (дорожки 2, 4, 7 и 10) - Эндрю Кинсман — саксофон (дорожки 2, 4, 7 и 10) - Джон Грэбофф] — педал-стил гитара (дорожка 3) - Луис Джардим — перкуссия (дорожки 4, 8 и 10) | - Ленни Кастро — перкуссия (дорожка 8) - Пол Стэйси — гитарное соло (дорожка 10), бас (дорожка 11), звукоинженер (дорожка 11), сведение (дорожка 11) - The Wired Strings — струнные инструменты (дорожки 1 и 5) - Рози Денверс — струнные аранжировки - Crouch End Festival Chorus — хор (дорожка 1, 5 и 10) - Стив Марквик — хоровые аранжировки - Шарель Роуз — бэк-вокал (дорожка 11) - Джой Роуз-Томас — бэк-вокал (дорожка 11) |

## Чарты
| Чарт (2011)                  | Позиция |
| ---------------------------- | ------- |
| Австралия                    | 16      |
| Австрия                      | 16      |
| Бельгия (Flanders)           | 10      |
| Бельгия (Wallonia)           | 16      |
| Канада                       | 19      |
| Хорватия                     | 10      |
| Дания                        | 27      |
| Нидерланды                   | 11      |
| Финляндия                    | 29      |
| Франция                      | 9       |
| Ирландия                     | 1       |
| Италия                       | 2       |
| Япония                       | 5       |
| Мексика                      | 53      |
| Новая Зеландия               | 10      |
| Норвегия                     | 12      |
| Шотландия                    | 1       |
| Испания                      | 15      |
| Швеция                       | 21      |
| Швейцария                    | 10      |
| Великобритания               | 1       |
| США (Billboard 200)          | 28      |
| США (Top Rock Albums)        | 5       |
| США (Top Alternative Albums) | 5       |

| Чарт (2011)    | Позиция |
| -------------- | ------- |
| Великобритания | 14      |

## История издания
| Регион         | Дата            | Формат           | Лейбл             |
| -------------- | --------------- | ---------------- | ----------------- |
| Япония         | 12 октября 2011 | CD, LP, цифровой | Sony Music Japan  |
| Австралия      | 14 октября 2011 | CD, LP, цифровой | Sour Mash Records |
| Ирландия       | 14 октября 2011 | CD, LP, цифровой | Sour Mash Records |
| Новая Зеландия | 14 октября 2011 | CD, LP, цифровой | Sour Mash Records |
| Великобритания | 16 октября 2011 | Цифровой         | Sour Mash Records |
| Великобритания | 17 октября 2011 | CD, LP           | Sour Mash Records |
| Канада         | 8 ноября 2011   | CD, LP, цифровой | Sour Mash Records |
| США            | 8 ноября 2011   | CD, LP, цифровой | Sour Mash Records |